# The Fuse
The Fuse è l'ottavo album del gruppo skate punk Pennywise, pubblicato il 9 agosto 2005.

## Tracce
1. Knocked Down – 3:14
2. Yell Out – 2:34
3. Competition Song – 2:41
4. Take a Look Around – 2:14
5. Closer – 3:15
6. 6th Avenue Nightmare – 2:39
7. The Kids – 3:22
8. Fox TV – 2:36
9. Stand Up – 3:17
10. Dying – 2:18
11. Disconnect – 2:57
12. Premeditated Murder – 2:40
13. Best I Can – 2:43
14. 18 Soldiers – 2:39
15. Lies – 4:02

## Formazione
- Jim Lindberg – voce
- Randy Bradbury – basso
- Byron McMackin – batteria
- Fletcher Dragge – chitarra